# أيوب الصابيري
أيوب الصابيري مواليد 12 أغسطس 1998 في المغرب، هو مهاجم مغربي يلعب لنادي الرجاء الرياضي.